# Касарес Кирога, Сантьяго
Сантья́го Каса́рес Киро́га (исп. Santiago Casares Quiroga; 8 мая 1884, Ла-Корунья, Испания — 17 февраля 1950, Париж, Франция) — испанский политический деятель, в 1931—1932 годах — министр внутренних дел Испании, в 1936 году председатель правительства при президенте Мануэле Асанье.

## Биография
Сантьяго Касарес Кирога родился в буржуазной семье. До пяти лет страдал туберкулёзом. В юности изучал право в Мадриде. Избрал темой для диссертации биографию галисийского анархиста Рамона де ла Сагра-и-Периса.
Касарес Кирога основал Республиканскую галисийскую автономную организацию (исп. Organización Republicana Galega Autónoma, ORGA). На протяжении всей своей карьеры главной целью Кироги была автономия Галисии — его родной провинции. В 1930 году Касарес Кирога принимает участие в подписании Сан-Себастьянского пакта. ORGA вошла в Галисийскую Республиканскую Федерацию (объединившую федералистов, радикалов и радикал-социалистов).
В декабре 1930 года Национальный Революционный Комитет (CRN) направил Касареса Кирогу в город Хака (Jaca), чтобы отменить намеченное капитаном Фермином Галаном Родригесом восстание хакского гарнизона. Касарес Кирога не успел вовремя остановить Галана - и, в результате, восстание было подавлено, а Касарес попал в тюрьму...
В следующем, 1931 году была низложена монархия Альфонсо XIII, установлена Вторая Испанская Республика и сформировано временное правительство. Сантьяго Касарес Кирога вошёл в него в качестве морского министра.
В правительстве Мануэля Асаньи (1931—1933) Касарес Кирога был министром внутренних дел с 1931 по 1932 годы.
В 1936 году Асанья становится президентом, а Кирога возглавляет правительство с 13 мая 1936 года по 19 июля 1936 года. Неспособный справиться с франкистским путчем, он покинул свой пост почти сразу после начала гражданской войны и с тех пор уже более не занимал никаких государственных постов.
После входа франкистов в Барселону 26 января 1939 года Сантьяго Касарес Кирога эмигрировал во Францию.
Знаменитая актриса Мария Касарес — дочь Сантьяго Касареса Кироги.